# Bożena Indrzycka-Niaz
Bożena Indrzycka-Niaz (ur. 11 marca 1965) – polska lekkoatletka, specjalizująca się w biegach długich, medalistka mistrzostw Polski.

## Kariera sportowa
Była zawodniczką Gryfa Słupsk, jej trenerem był Zenon Bartoś.
W 1983 zdobyła brązowy medal mistrzostw Polski juniorek w biegu przełajowym, w 1984 srebrny medal halowych mistrzostw Polski juniorek w biegu na 1500 metrów i srebrny medal XI Ogólnopolskiej Spartakiady Młodzieży w biegu na 3000 metrów, w 1986 brązowy medal młodzieżowych mistrzostw Polski w biegu na 3000 m. Na mistrzostwach Polski seniorek zdobyła jeden medal: srebrny w biegu maratońskim w 1990.  
Rekordy życiowe:
- 3000 m: 9:35,85 (8.06.1986)
- maraton: 2:40:34 (10.06.1990)